# Stieldrehung
Als Stieldrehung bezeichnet man in der Medizin die Drehung (Torsion) eines gestielten Organs oder einer gestielten Geschwulst um die eigene Achse, wobei meistens die im „Stiel“ (d. h. die in der Verbindung zum Ursprungsorgan) verlaufenden Blutgefäße derart abgeschnürt werden, dass es zu einer Unterbrechung der Blutzufuhr kommt. Bedeutsam sind die Stieldrehung des (meist durch einen Tumor, z. B. eine Ovarialzyste, vergrößerten) Eierstocks (Ovarialtorsion) und die akute Stieldrehung von Hoden und Nebenhoden (Hodentorsion).